# Philips VG-8235

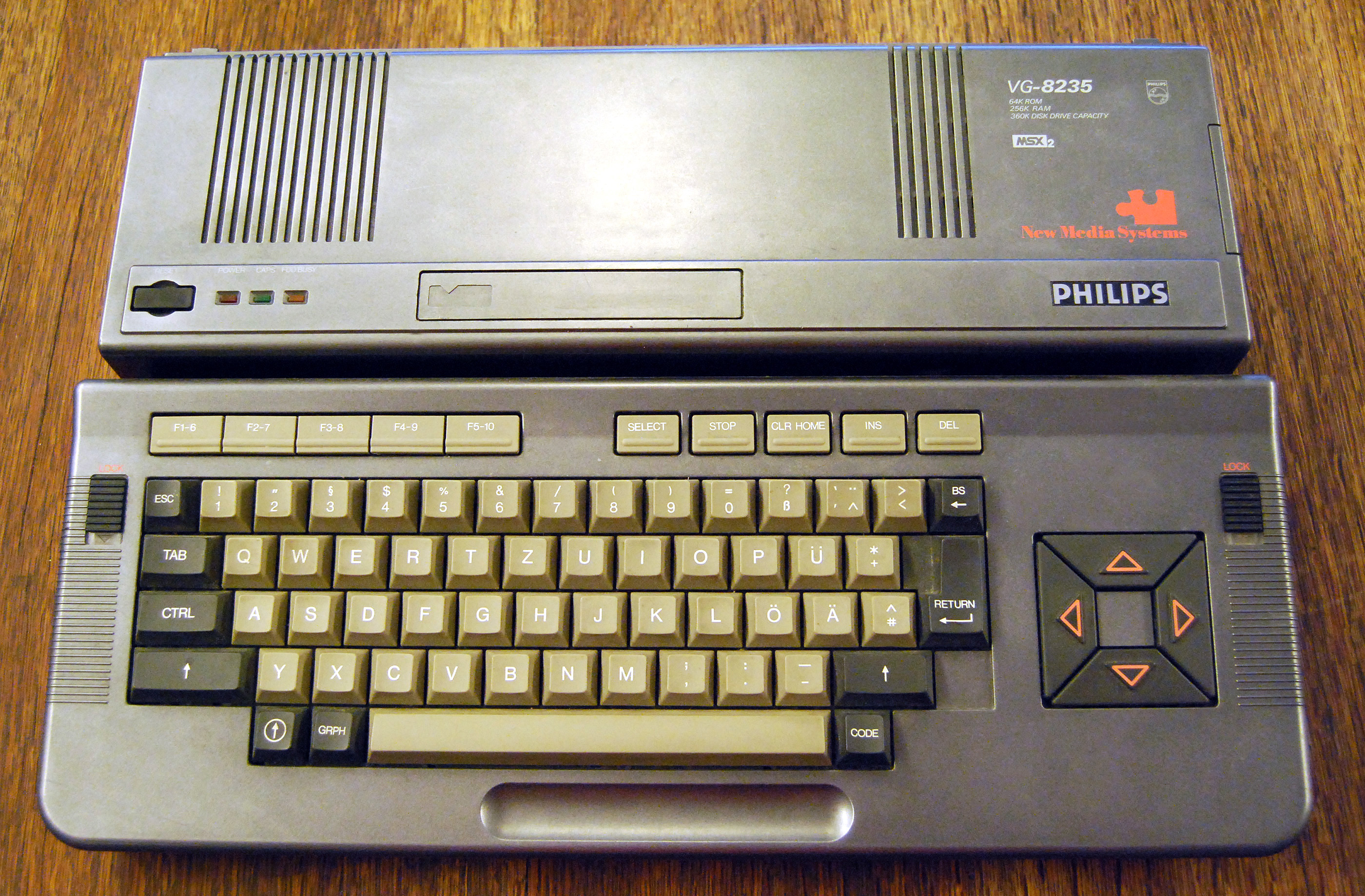
Philips VG-8235

Der Philips VG-8235 war ein MSX-2-Heimcomputer von Philips und kam 1986 auf den Markt. Der Neupreis betrug damals etwa 1500 DM.

## Geschichte
Der VG-8235 gehörte zu den am besten ausgestatteten MSX-Heimcomputern zu damaliger Zeit. Er hatte bereits ein 3.5-Zoll-Diskettenlaufwerk (Kapazität 360 KB) integriert und wurde mit 128 KB Videospeicher ausgestattet. Der Videospeicher ermöglichte verschiedene Bildschirmmodi mit einer Auflösung von maximal 512 × 212 bei 256 Farben.
Der Computer war der erste MSX von Philips, der aufgrund seiner Grafikleistung und der Anschlussmöglichkeit eines Philips CD-i-Gerätes beworben wurde. Der VG-8235 war ein Versuch von Philips auf dem Computer-Markt für das MSX-System gegenüber der sehr starken Konkurrenz durch Commodore und Atari wieder Boden gut zu machen. Er fand eine relativ hohe Verbreitung in seinem Ursprungsland, den Niederlanden, wo das MSX-System aber ohnehin in der Vergangenheit bereits erfolgreich gewesen war. In anderen Ländern mit einer hohen C-64-Verbreitung wurden die Absatzbemühungen trotz intensiven Marketingmaßnahmen nicht belohnt.

## Ausstattung

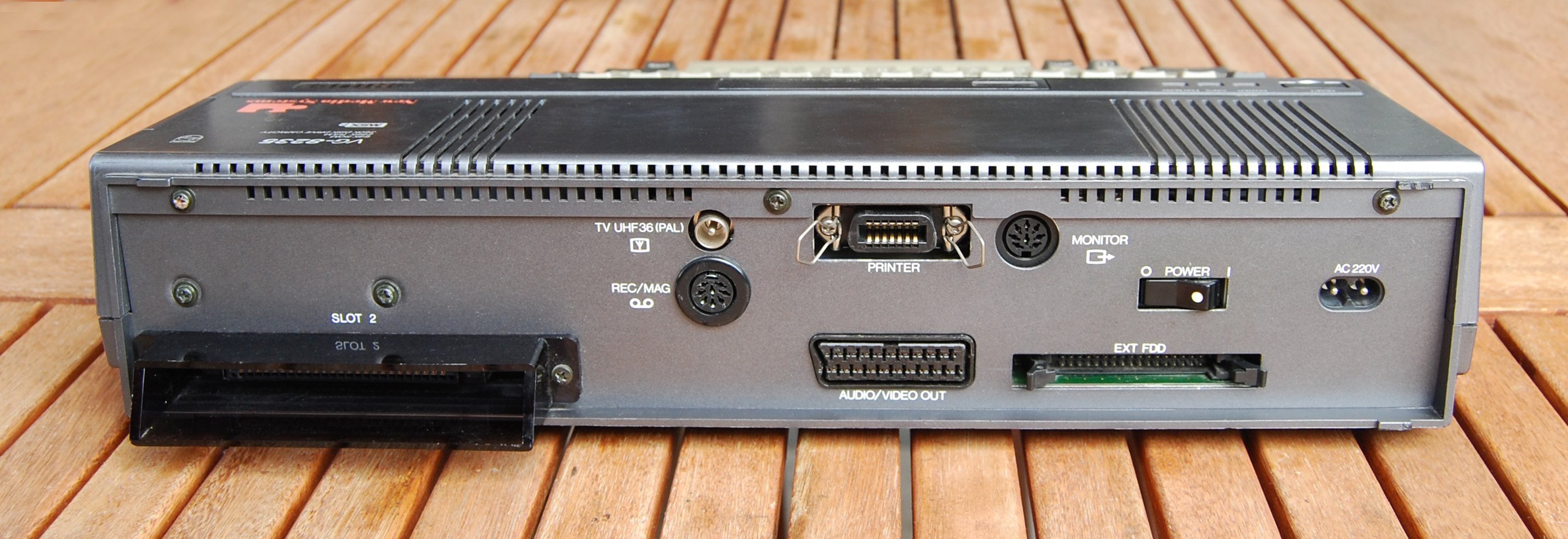
Schnittstellen auf der Rückseite

Der Computer verfügte über eine deutsche Tastatur, die sich mithilfe von Schaltern diagonal hochstellen ließ. Er hatte zwei Cartridge-Slots. Einer befand sich oberhalb in der Mitte und war mit einem Deckel versehen, der sich automatisch schloss, wenn sich keine Cartridge darin befand. Der rückseitige Slot war standardmäßig verschraubt und musste erst durch den Besitzer frei geschraubt und mit einem Schaft ergänzt werden. Der Reset-Knopf befand sich neben den Status-LEDs auf der Oberfläche. Rückseitig hatte er Schnittstellen für einen Kassettenrekorder, einen Drucker, sowie drei Schnittstellen für Monitor und Fernseher (SCART-, PAL- und DIN-FBAS-Schnittstelle) und eine Schnittstelle für ein weiteres Laufwerk. Auf der rechten Seite befand sich das Floppy und zwei Joystick-Ports.
Im Innenleben war er mit einem Z80A-Prozessor mit einer Taktfrequenz von 3,58 MHhz, einem Arbeitsspeicher von 128 KB und ein Videospeicher von 128 KB, sowie ein 64 KB großes ROM ausgestattet. Im ROM war nicht nur das MSX-BASIC untergebracht, sondern auch ein Befehlssatz zum Ansteuern des Diskettenlaufwerks. Im Gegensatz zu vielen anderen MSX-Geräte verzichtete Philips auf den Einbau des Yamaha YM-2149-Soundchips, sondern setzte den Yamaha S3527 ein.

## Software
Nativ eingebaut war ein MSX-BASIC der Version 2.1, das auch gleich als Systemsoftware diente. Mitgeliefert wurde aber auch noch ein weiteres Betriebssystem MSX-DOS auf einer Diskette. Dieses funktionierte sehr ähnlich wie das MS-DOS auf PC. Um es zu starten, musste sich die Diskette bereits beim Einschalten des Computers im Laufwerk befinden, so dass der Bootsektor gelesen werden konnte. Als eine Anwendungssoftware wurde das MSX Home Office auf Diskette beigelegt, das eine Textverarbeitung und Karteikartensystem für die Adressverwaltung und den Etikettendruck beinhaltete. Darauf zu finden war auch ein Grafikprogramm MSX Designer. Es nutzte die volle Farbpalette des MSX-2 aus.

## Varianten

### VG-8230
Der Unterschied zum VG-8235 war der um 50 % kleinere Arbeitsspeicher (64 KB). Damit wurde kein Memory Mapper benötigt, da 64 KB genau im Adressierungsbereich des 8-Bit-Prozessors lag.

### VG-8240
War ein VG-8230-Computer mit einem Knopf „superimpose“ neben den Status-LEDs. Das dritte LED war mit „super impose“ beschriftet und auf dem Gehäuse stand zusätzlich „Graphic superimpose“. Von diesem Computer wurden nur 15 Prototypen hergestellt.

### NMS-8245
War ein VG-8235-Computer in einem leicht veränderten Gehäuse untergebracht. So ließ sich im Gegensatz zum VG-8235  das Keyboard nicht mehr in der Höhe verstellen, sondern es war fest in das Gehäuse integriert. Der Einschalttaster befand sich nicht mehr hinten, sondern auf der linken Seite. Im Gegensatz zu VG-8235 war NMS-8245 mit einem 720-KB-Diskettenlaufwerk ausgerüstet.

## Trivia
- Boris Becker wurde aus Marketingzwecken ein Philips VG-8235 geschenkt.[6]